# Ушаново
Уша́ново (каз. Ушаново) — село у складі Глибоківського району Східноказахстанської області Казахстану. Адміністративний центр Ушановського сільського округу.
Населення — 1618 осіб (2021; 1525 у 2009, 1255 у 1999, 1328 у 1989).
Національний склад станом на 1989 рік:
- росіяни — 77 %